# Summersville (Missouri)
Summersville é uma cidade localizada no estado americano de Missouri, no Condado de Shannon e Condado de Texas.

## Demografia
Segundo o censo americano de 2000, a sua população era de 544 habitantes.
Em 2006, foi estimada uma população de 560, um aumento de 16 (2.9%).

## Geografia
De acordo com o United States Census Bureau tem uma área de
2,9 km², dos quais 2,9 km² cobertos por terra e 0,0 km² cobertos por água. Summersville localiza-se a aproximadamente 419 m acima do nível do mar.

## Localidades na vizinhança
O diagrama seguinte representa as localidades num raio de 32 km ao redor de Summersville.